# Derolus xyliae
Derolus xyliae är en skalbaggsart som först beskrevs av Fisher 1940.  Derolus xyliae ingår i släktet Derolus och familjen långhorningar.
Artens utbredningsområde är:
- Laos.
- Burma.

Inga underarter finns listade i Catalogue of Life.